# Barsumas primus
Barsumas primus är en insektsart som beskrevs av William Lucas Distant. Barsumas primus ingår i släktet Barsumas och familjen hornstritar. Inga underarter finns listade i Catalogue of Life.